# بيل اروين
بيل اروين (بالإنجليزية: Bill Erwin)‏ (و. 1914 – 2010 م) هو ممثل تلفزي، وممثل أفلام، وممثل مسرحي أمريكي، ولد في مقاطعة فانين، تكساس، بدأ مشواره المهني سنة 1941، توفي عن عمر يناهز 96 عاماً، بسبب مرض.

## التعليم
تعلم في جامعة تكساس في أوستن، وتعلم في جامعة ولاية أنجيلو
.

## وصلات خارجية
- بيل اروين على موقع IMDb (الإنجليزية)
- بيل اروين على موقع ألو سيني (الفرنسية)
- بيل اروين على موقع تيرنر كلاسيك موفيز (الإنجليزية)
- بيل اروين على موقع أول موفي (الإنجليزية)
- بيل اروين على موقع قاعدة بيانات الأفلام السويدية (السويدية)
- بيل اروين على موقع قاعدة بيانات الفيلم (الإنجليزية)
- بيل اروين على موقع كينوبويسك (الروسية)